# Sarmizegetusa Regia
Sarmizegetusa Regia (reședință regală) a fost capitala și cel mai important centru militar, religios și politic al statului dac înainte de războaiele cu Imperiul Roman. A fost nucleul unui sistem defensiv strategic format din șase fortărețe dacice din Munții Orăștiei, folosit de Decebal pentru apărare contra cuceririi romane. Situl arheologic Sarmizegetusa este situat în satul Grădiștea de Munte din județul Hunedoara.
Toponimul Sarmizegetusa a apărut în inscripțiile antice și la autorii antici (până în sec. al VII-lea) și în alte variante (cu inscripționare în elină și latină): Zarmizeghéthousa, Sarmireg, Sarmizge, (colonia Ulpia Traiana Augusta Dacica) Zarmitz, Sarmazege, Sarmizege etc. Numele ar putea fi unul dacic, dar a fost păstrat doar în variate forme fonetice ale limbilor greacă și latină.
După cucerirea Daciei și înglobarea ei în Imperiul Roman, capitala a fost mutată la Ulpia Traiana (Sarmizegetusa), aflată la peste 40 de km depărtare. Ruinele cetății dacice Sarmizegetusa Regia au fost incluse pe lista patrimoniului cultural mondial UNESCO.

## Etimologie
Nu se cunoaște pronunțarea din limba dacică în mod cert și nici sensul cuvântului. Atât Constantin Daicoviciu în lucrarea Ulpia Traiana, cât și Liviu Mărghitan în Civilizația geto-dacilor prezintă teoria profesorului Ioan I. Russu (în Limba traco-dacilor, cap. 5) care spune că numele este compus din două elemente de bază: zermi (stâncă, înălțime) și zeget (palisadă, cetate), din indoeuropeanul *gegh- „creangă, stîlp (pt. palisadă)”, terminându-se cu un determinativ și având înțelesul de „Cetatea de pe stâncă”, „Cetatea înaltă”, „Cetate de palisade (construită) pe înălțime (sau stâncă)”. Deoarece Sarmizegetusa inițial nu era o fortificație militară, ci o așezare religioasă și civilă, etimologia trebuie luată în considerare cu anumite rezerve. Se poate ca numele să fi arătat chiar sacralitatea acelui loc, sau faptul că era o cetate regească, la origine.
O altă teorie spune că numele ar însemna: „așezarea sarmaților și a geților” de la termenii: sarmis et getusa din latină Vasile Pârvan a respins această ipoteză, arătând că sarmații au început să pătrundă în teritoriul getic abia după epoca lui Traian și că numele capitalei era mult mai vechi..  Pârvan a propus citirea Sarmiz-egetusa în sensul „Egetusa a lui Sarmos” sau „Zarmos”, arătând că Zarmos/Zermos a fost un nume tracic cunoscut și citat de cercetătorul austriac (de etnie cehă) Wilhelm Tomaschek, în lucrarea standard Vechii traci, un studiu etnologic. Opinia lui Pârvan a fost împărtășită de savantul bulgar tracolog Dimităr Decev, care a adus în discuție, comparativ, numele de persoane din Lycia (Licia)Zermounsis, Ro-zarmas, Ia-zarmas, Troko-zarmas și varianta tracă bazată pe Zermos, Xermo-sígestos sau Zermo-sígestos.
Tomaschek propusese în acea lucrare din sec. al XIX-lea citirea Zermi-zegétousa, prima parte comparând-o cu harmyá din sanscrită „vatră; cămin; familie” și cu cuvântul armenesc zarm(i) „familia suboles”, sensul final presupus de Tomaschek fiind „casa națiunii (getice)”.
Aceste încercări și altele de a afla semnificația toponimului Sarmizegetusa au generat teorii care rămân doar la stadiul de ipoteze.

## Descriere

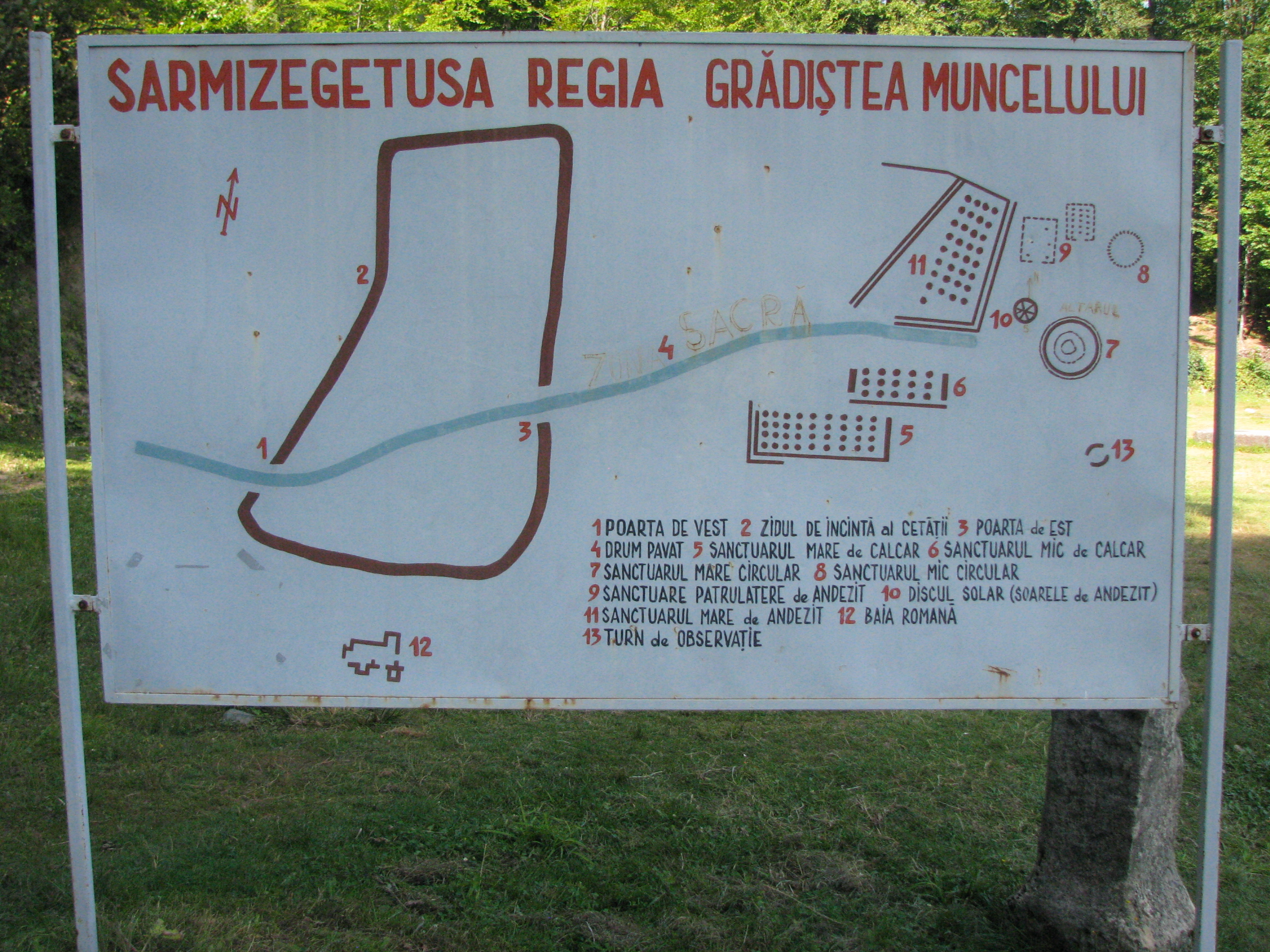
Harta fortăreței

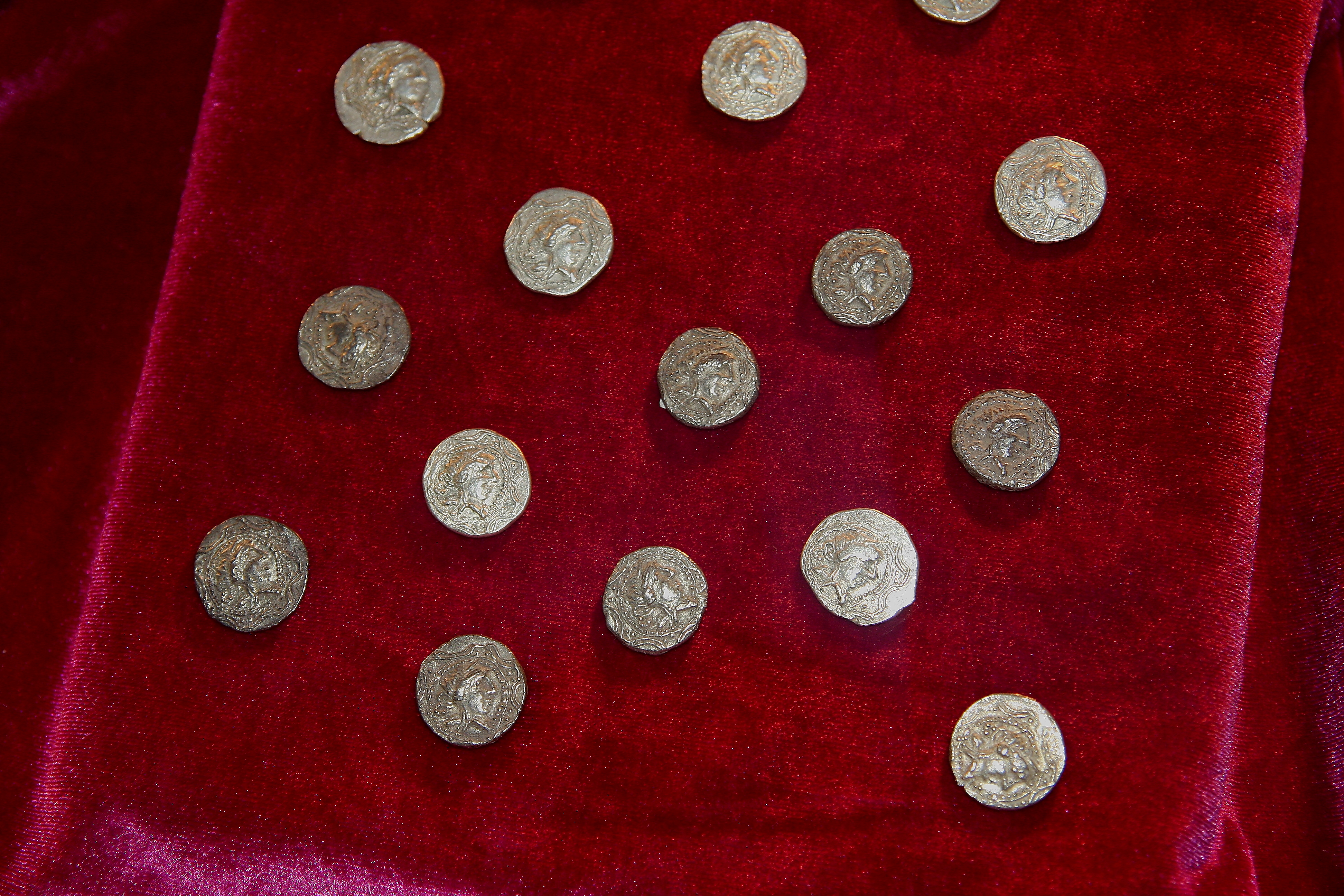
Monede dacice de tip Koson

Cetatea de pe Dealul Grădiștei este cea mai mare dintre fortificațiile dacice. Aflată pe vârful unei stânci, la 1.200 de metri înălțime, fortăreața a fost centrul strategic al sistemului defensiv dac din Munții Orăștiei, și cuprindea șase citadele.
Fortăreața, un patrulater alcătuit din blocuri masive de piatră (murus dacicus), a fost construită pe cinci terase, pe o suprafață de aproximativ 30.000 m². Sarmizegetusa conținea de asemenea o zonă sacră.  Printre cele mai importante și mari sanctuare circulare dacice se află și Calendarul Circular.
Zidul cetății avea 3 m grosime și o înălțime de aproximativ 4 – 5 m în momentul finalizării construcției lui. Deoarece zidul care îngrădește o suprafață de circa 3 ha este construit în asa fel încât respectă marginile înălțimii, cetatea are o configurație mai neobișnuită, de hexagon cu laturile inegale. În apropiere, spre vest, se află, pe o suprafață de 3 km, o întinsă așezare civilă, în care se observă foarte multe locuințe, ateliere, magazii, hambare, rezervoare de apă. La 100 de metri spre est, în dreptul porții cetății, din același punct cardinal, se află sanctuarele, care au forme și mărimi variate. Sanctuarele erau situate pe o terasă, care fusese legată de poarta amintită anterior printr-un drum pavat. Nu se știe dacă erau șapte sau opt sanctuare patrulatere, deoarece ele au fost distruse de romani în timpul ostilităților și nu se poate aprecia dacă era un singur sanctuar mare sau două mai mici construite foarte aproape. Sanctuarele circulare sunt doar două. Se remarcă și pavajul de andezit sub forma unui soare cu razele compuse din segmente de cerc. Obiectele de dimensiuni reduse, găsite la Grădiștea Muncelului sunt de forme și dimensiuni diferite. Ies în evidență un vas cu o inscripție cu litere ale alfabetului latin, „DECEBALVS PER SCORILO”, niște blocuri de calcar cu litere grecești și monedele din aur cu înscrisul „KOSON”.
Civilii locuiau pe lângă fortăreață, pe terasele construite în josul muntelui. Nobilimea dacică avea apă în rezidențele lor, adusă prin țevi ceramice. Inventarul arheologic găsit la sit dovedește că societatea Dacică avea un standard înalt de viață.

## Apogeu și declin

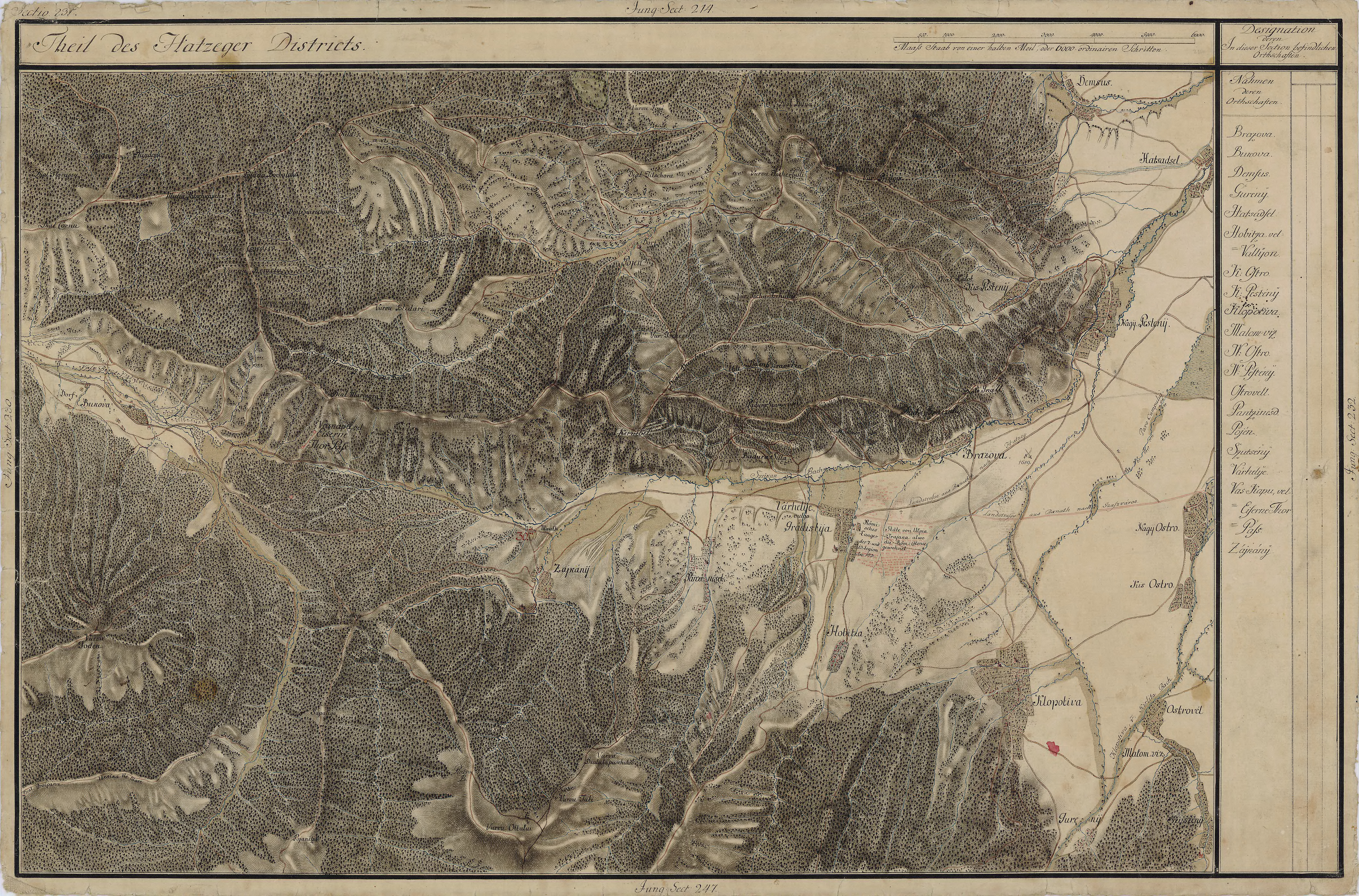
Ulpia Traiana Sarmizegetusa în Harta Iosefină a Transilvaniei, 1769-1773

Capitala Daciei a atins apogeul sub Decebal, regele dac înfrânt de Imperiul Roman in timpul domniei împăratului Traian. După înfrângerea dacilor, cuceritorii au stabilit o garnizoană militară acolo și au început să dărâme cetatea. Noua capitală romană, Colonia Ulpia Traiana Augusta Dacica Sarmizegetusa a fost construită la o distanță de 40 km de Sarmizegetusa Regia. Împăratul Hadrian, voia ca noua capitală construită de Traian să fie percepută ca o continuatoare a celei dacice, de aceea i-a și adăugat numele de Sarmizegetusa. Astăzi, pe locul Ulpiei Traiana Sarmizegetusa se află localitatea Sarmizegetusa, din județul Hunedoara.

## Alte informații
Toate cele 6 fortărețe (Sarmizegetusa Regia, Luncani - Piatra Roșie, Costești - Blidaru, Costești - Cetățuie, Căpâlna și Bănița) care au format sistemul defensiv al lui Decebal, fac acum parte din patrimoniul cultural mondial UNESCO.
În 2011 angajații unei firme au distrus o parte din situl dacic pentru a construi o parcare de 3.000 de metri pătrați, punând zidul cetății în pericol de prăbușire pe o lungime de aproximativ 30 de metri. Amenajarea parcării a fost plătită de Consiliul Județean Hunedoara, fiind destinată turiștilor veniți să viziteze situl și s-a făcut fără aprobarea sau supravegherea arheologilor.

## Galerie de imagini

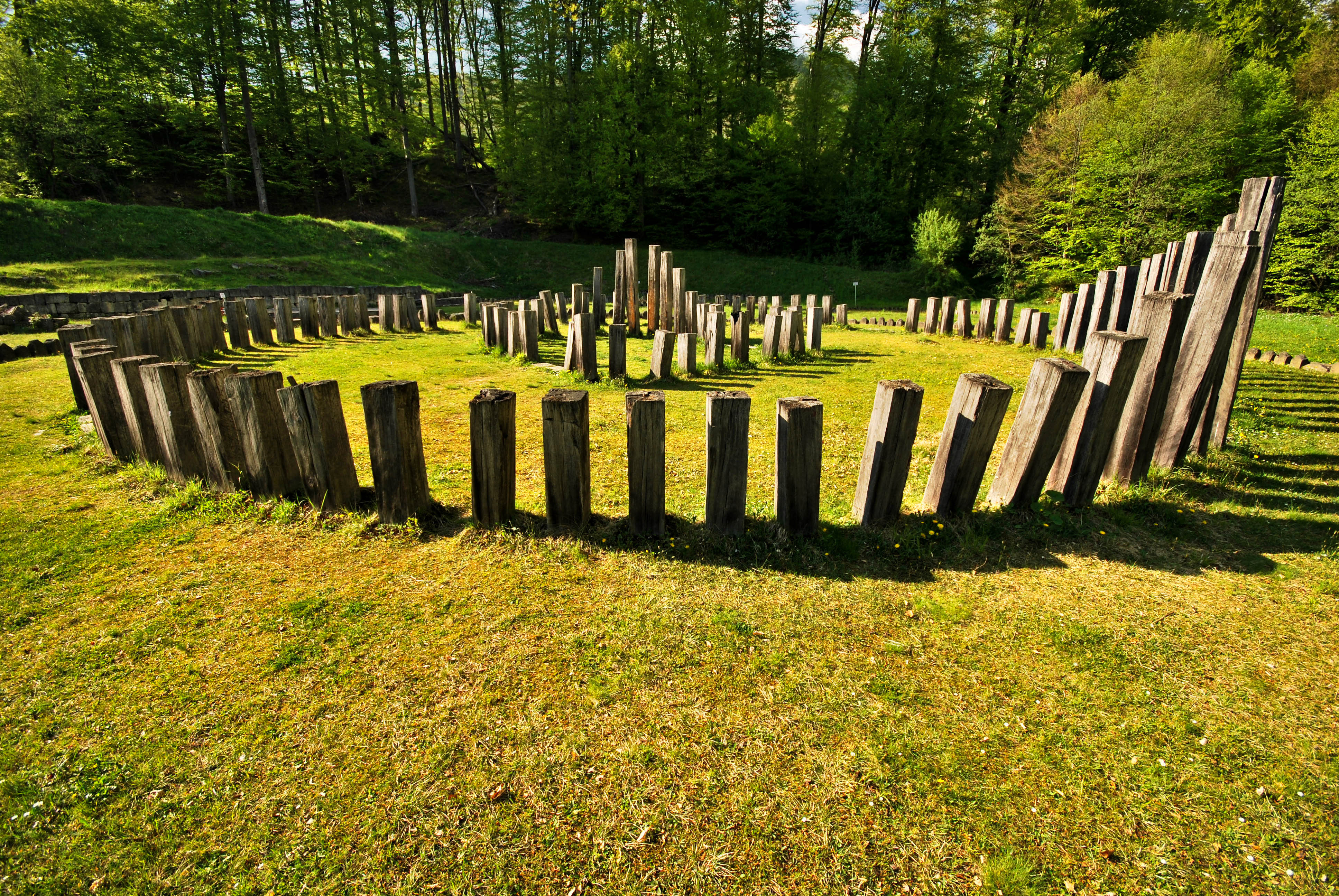
Sarmizegetusa Regia Sanctuarul mare circular (Zona sacră)
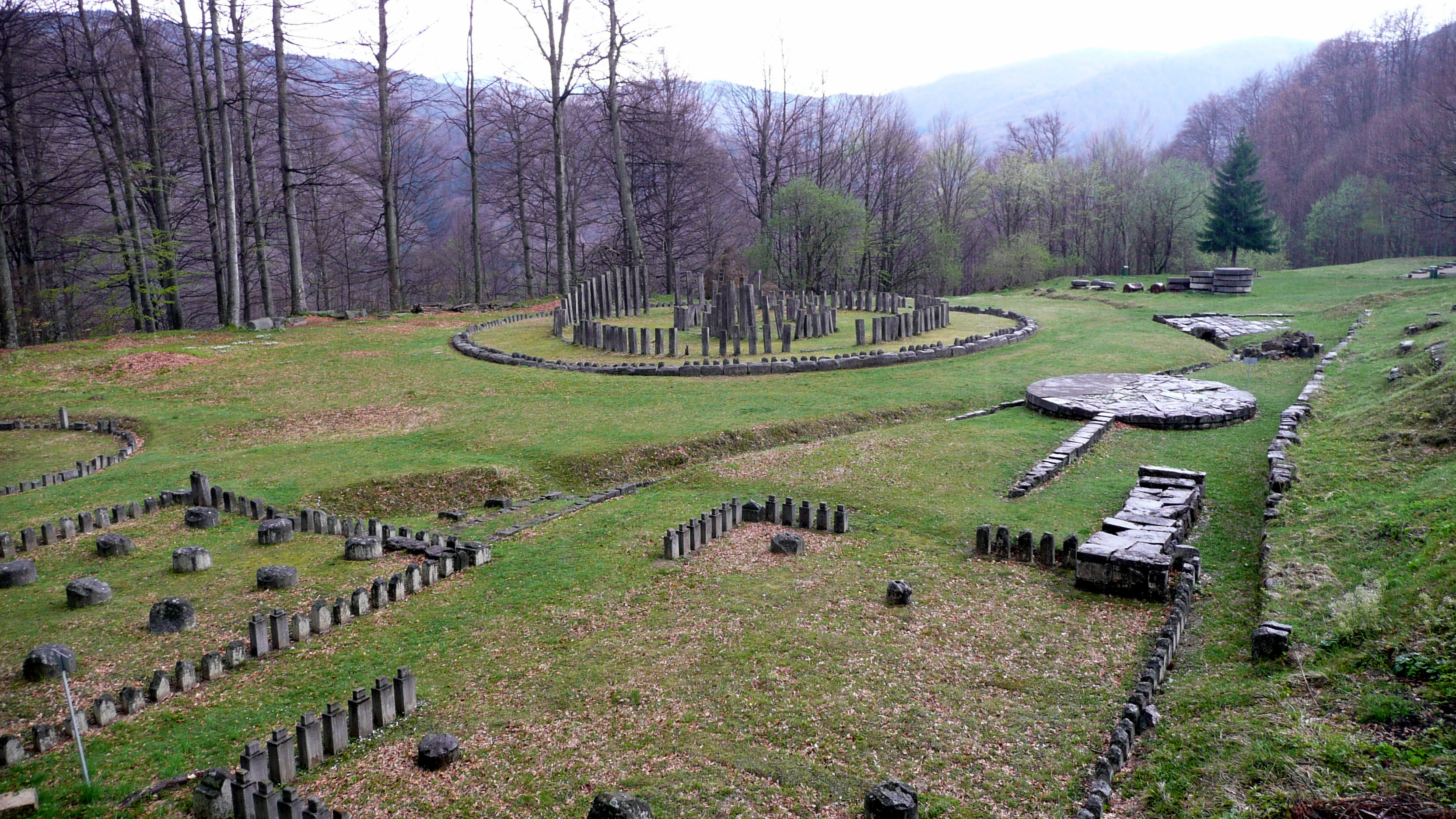
Sarmizegetusa Regia
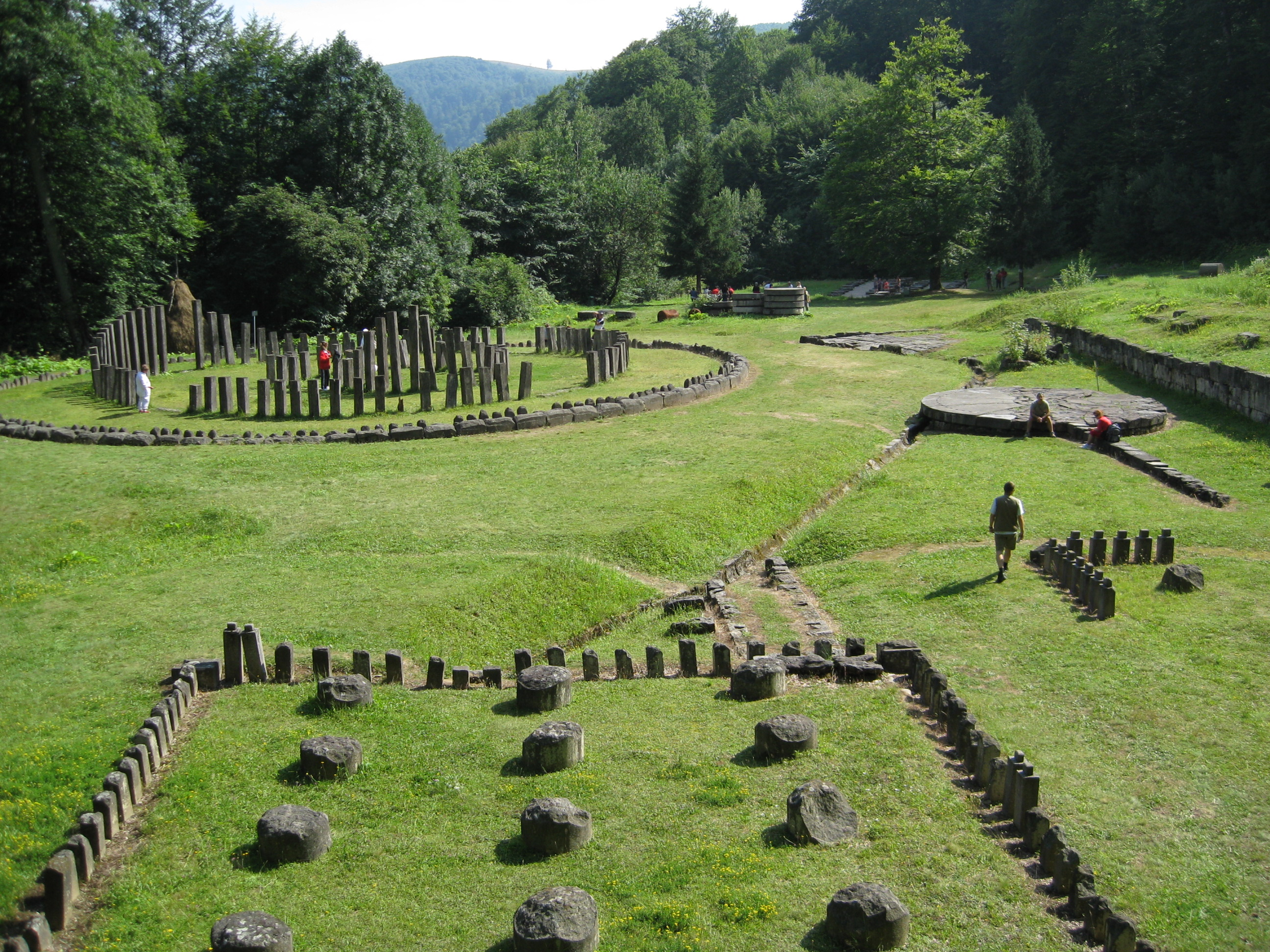
Sanctuarele de andezit
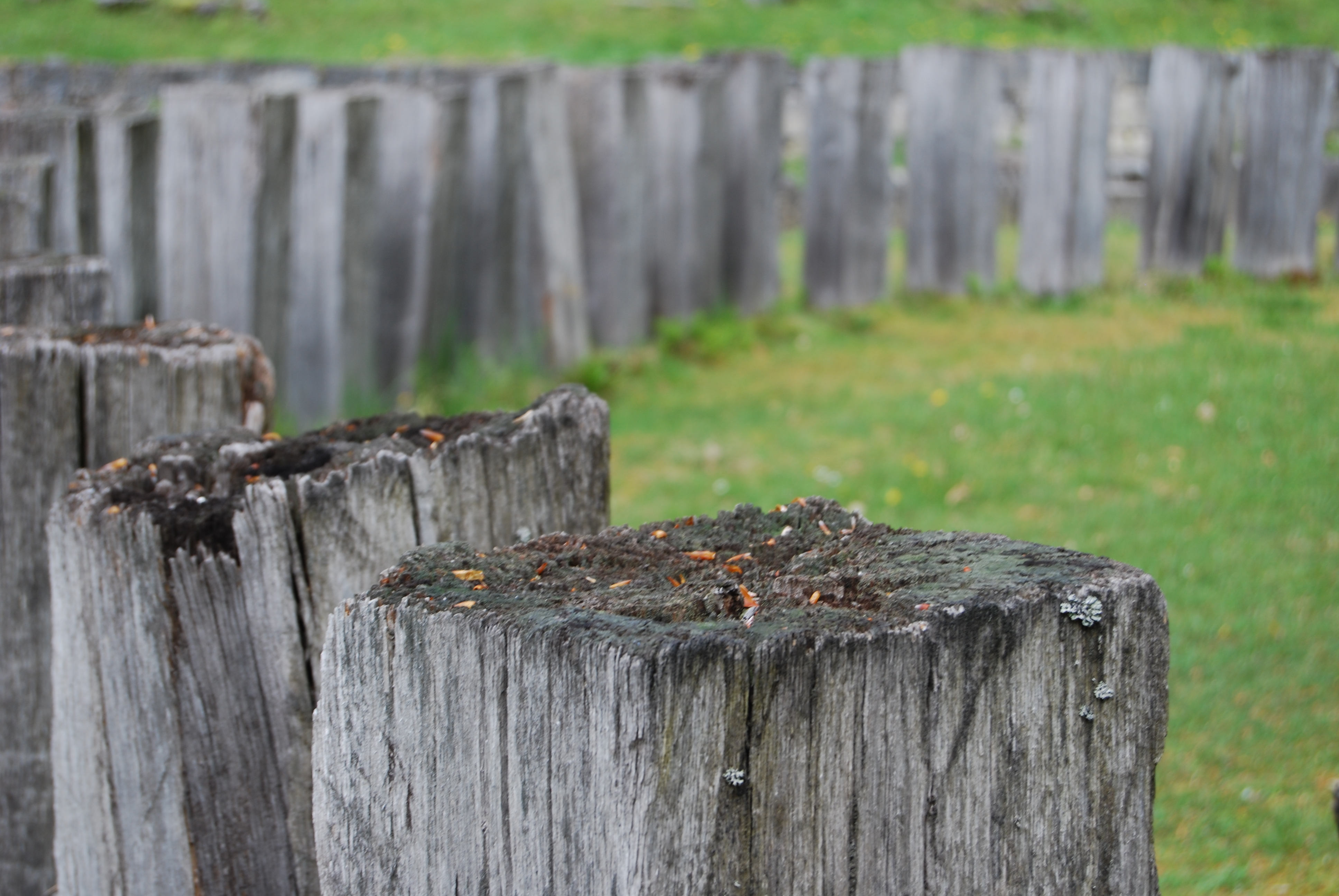
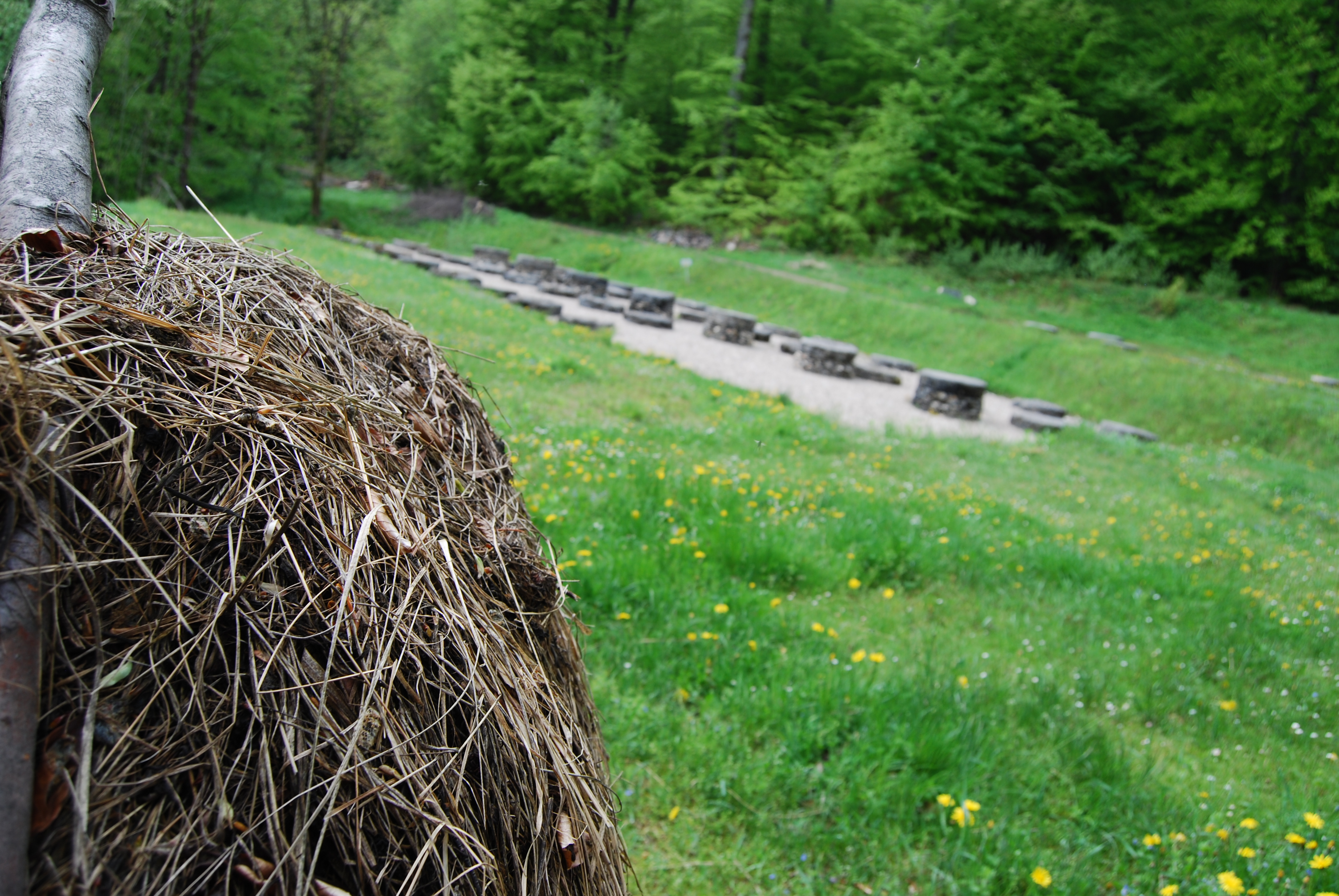
Sanctuarul mare de calcar
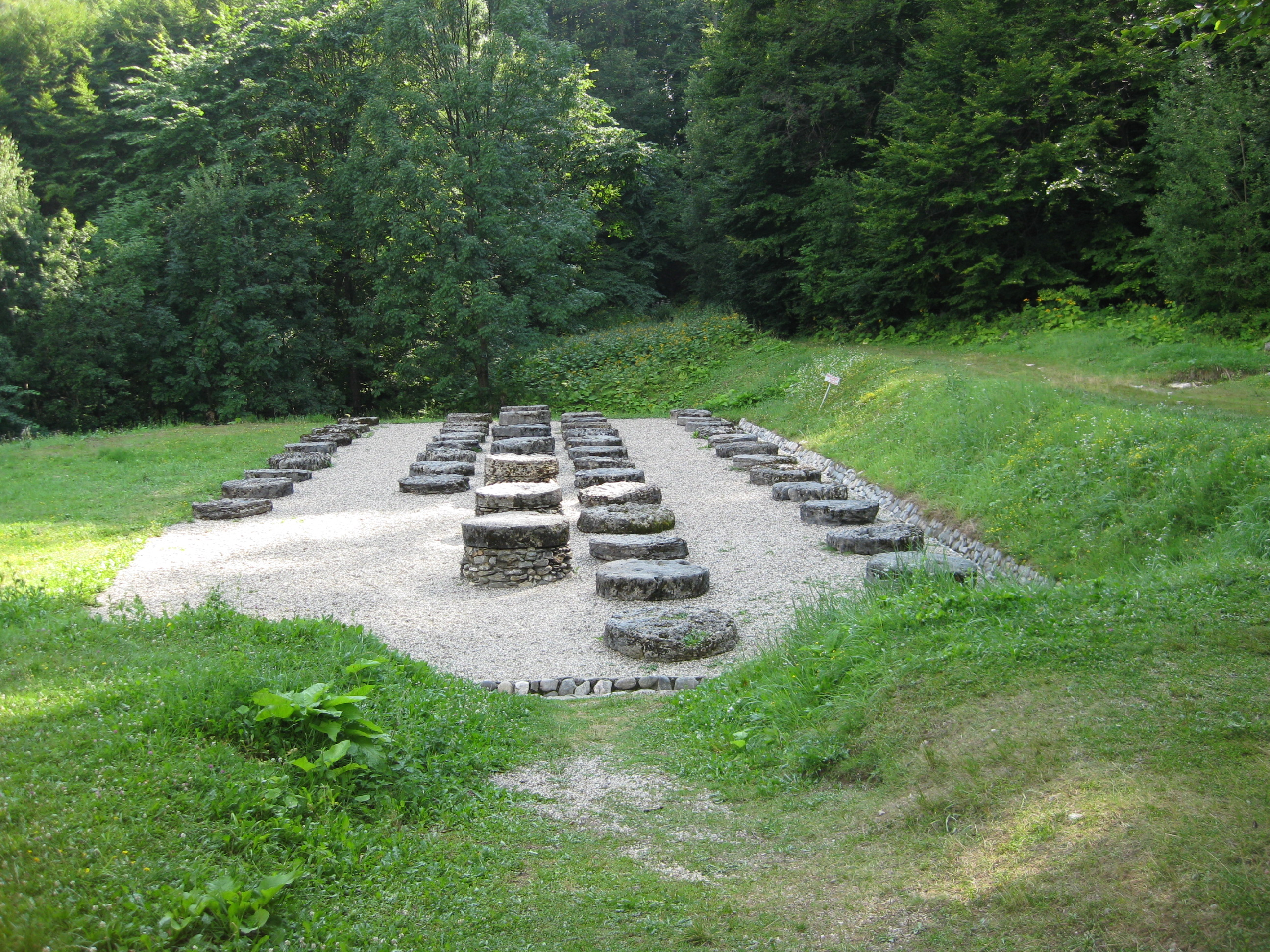
Sanctuarul mare de calcar
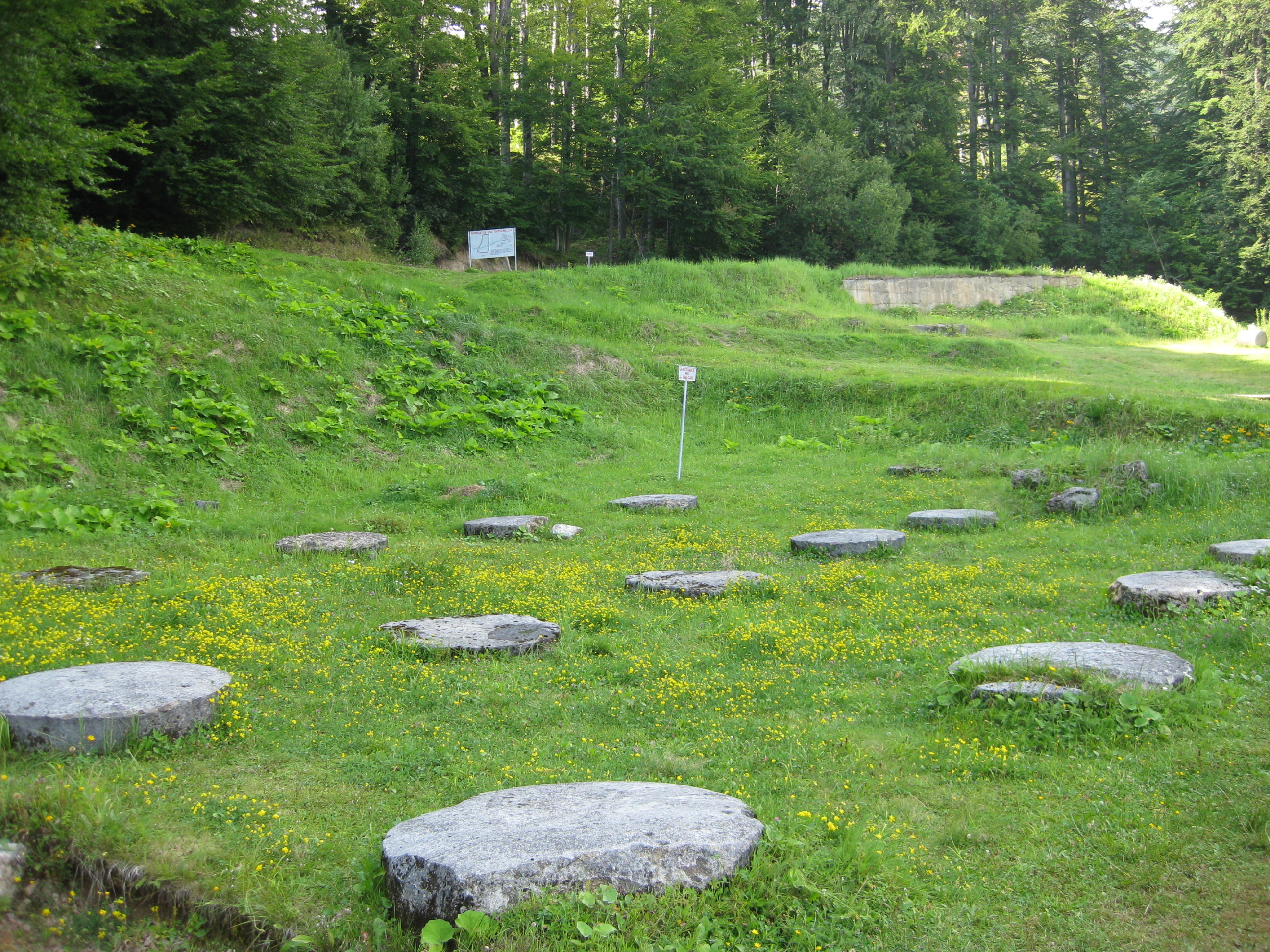
Sanctuarul mic de calcar
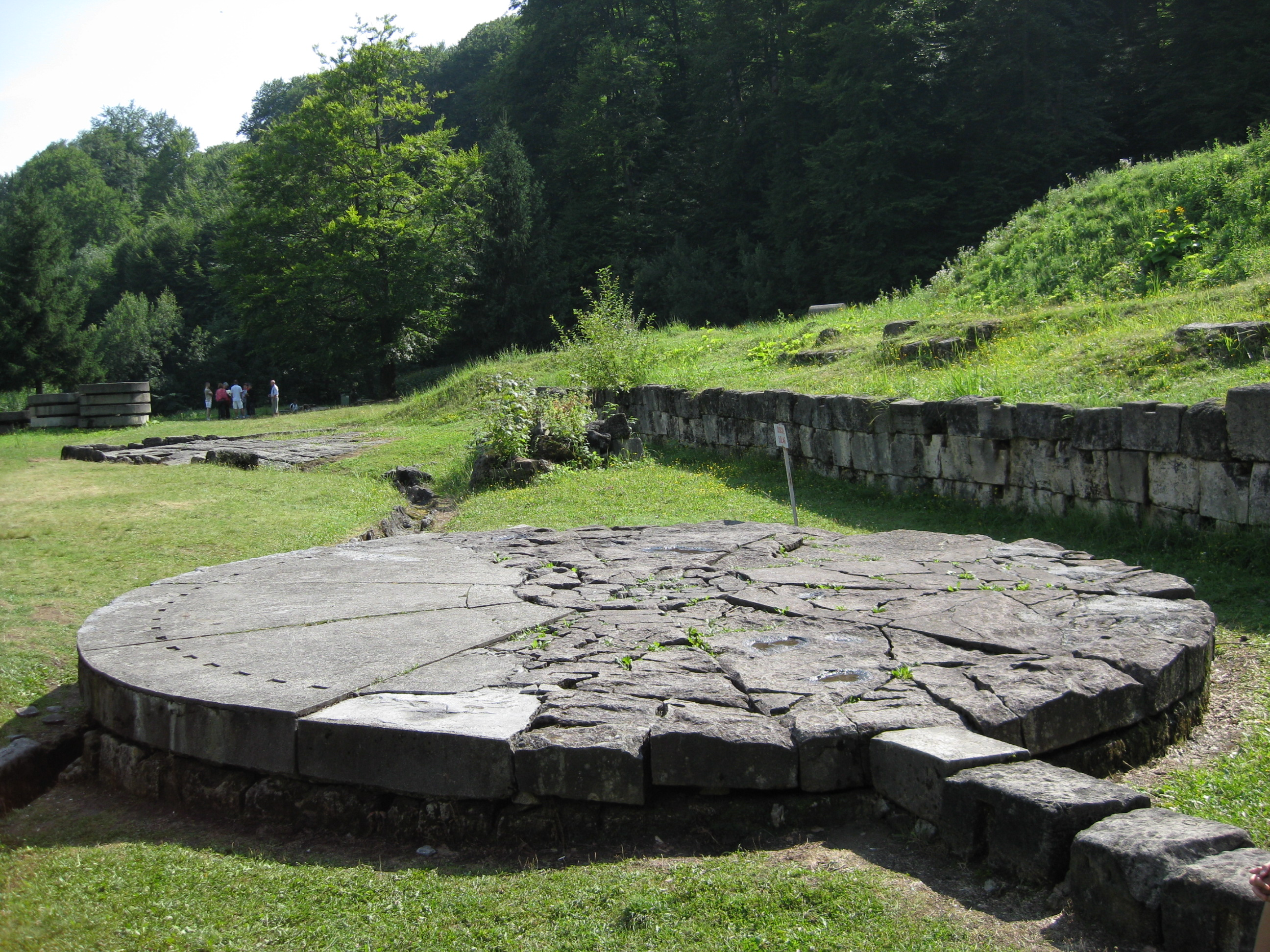
Discul solar
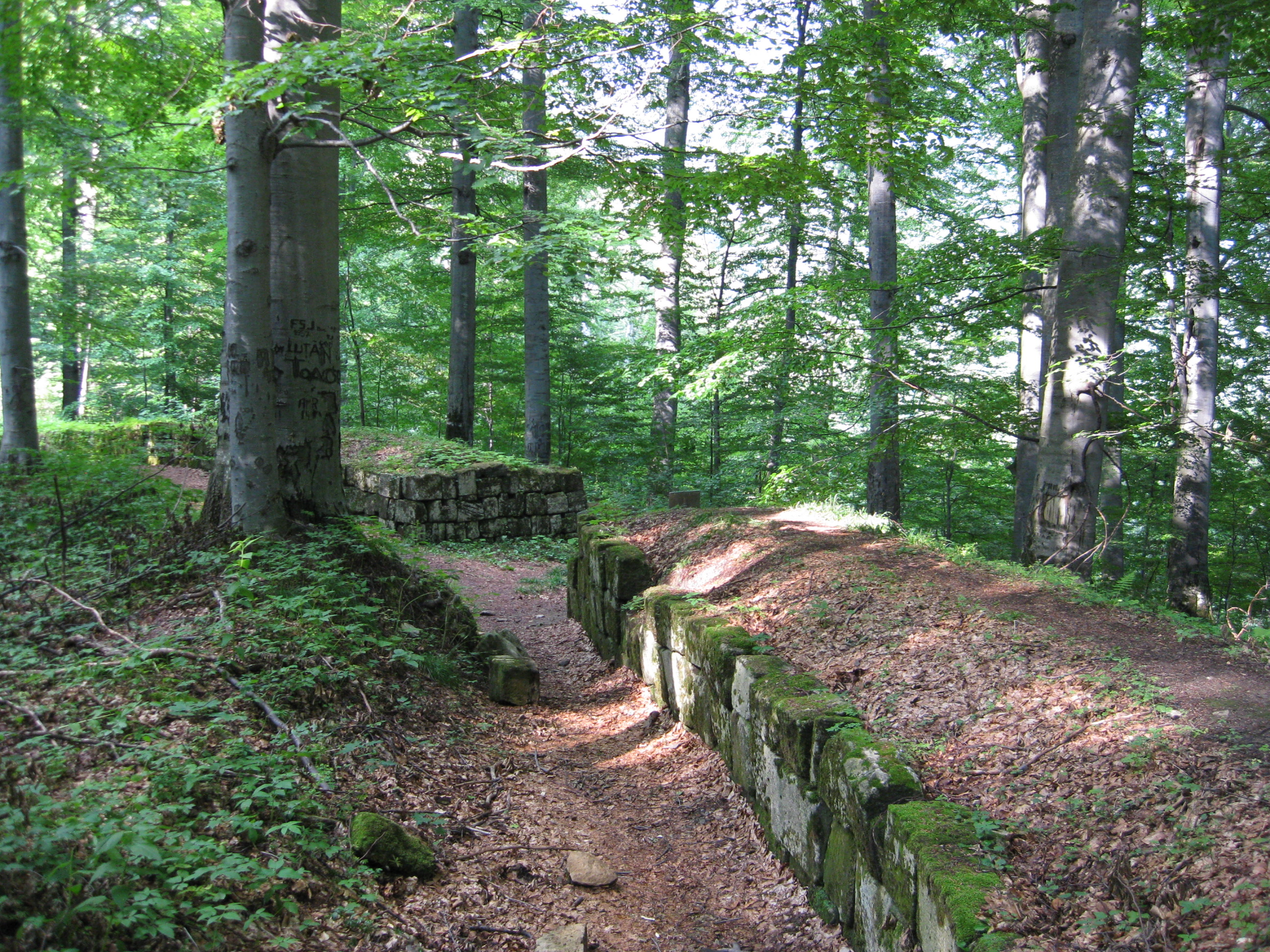
Murus dacicus
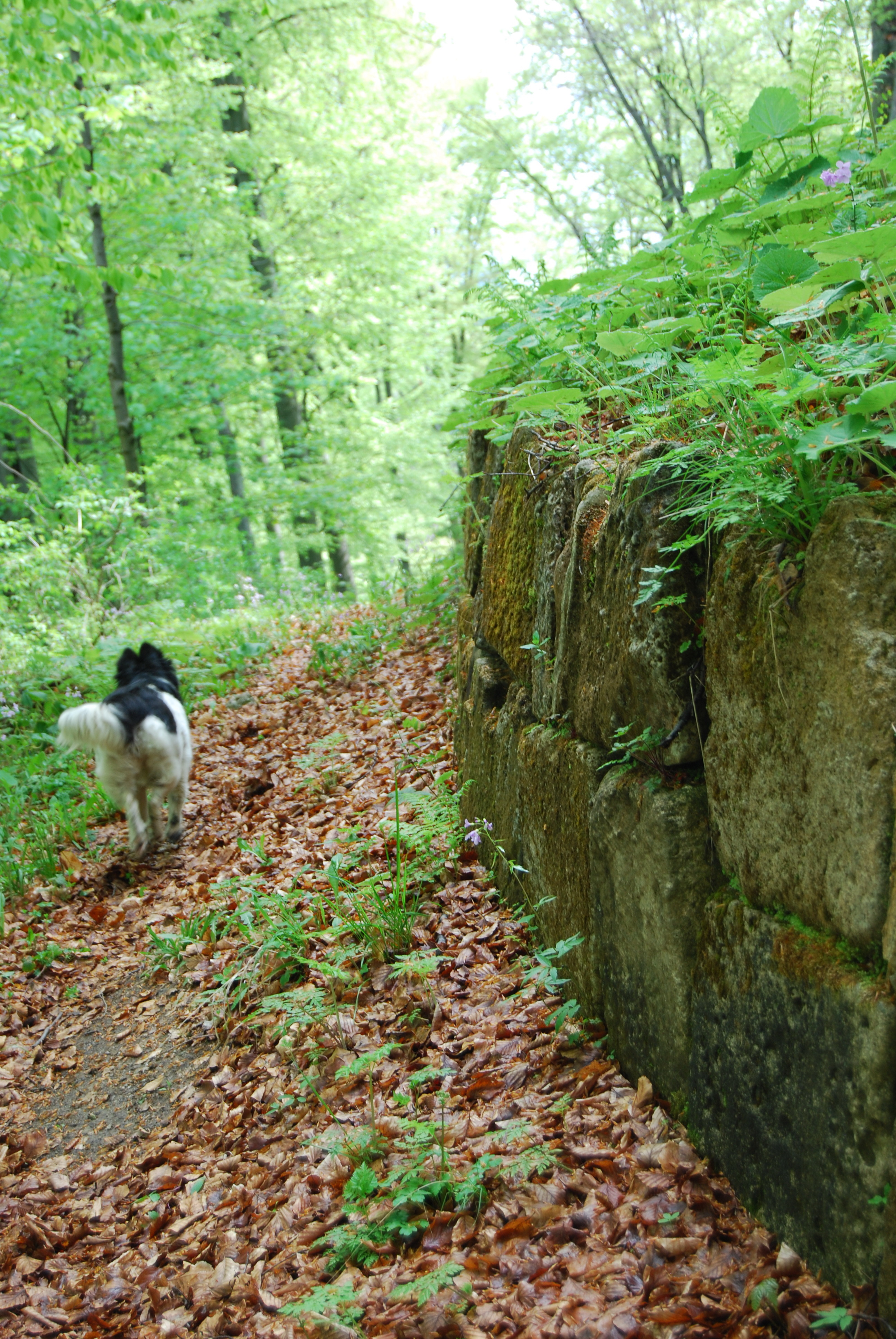
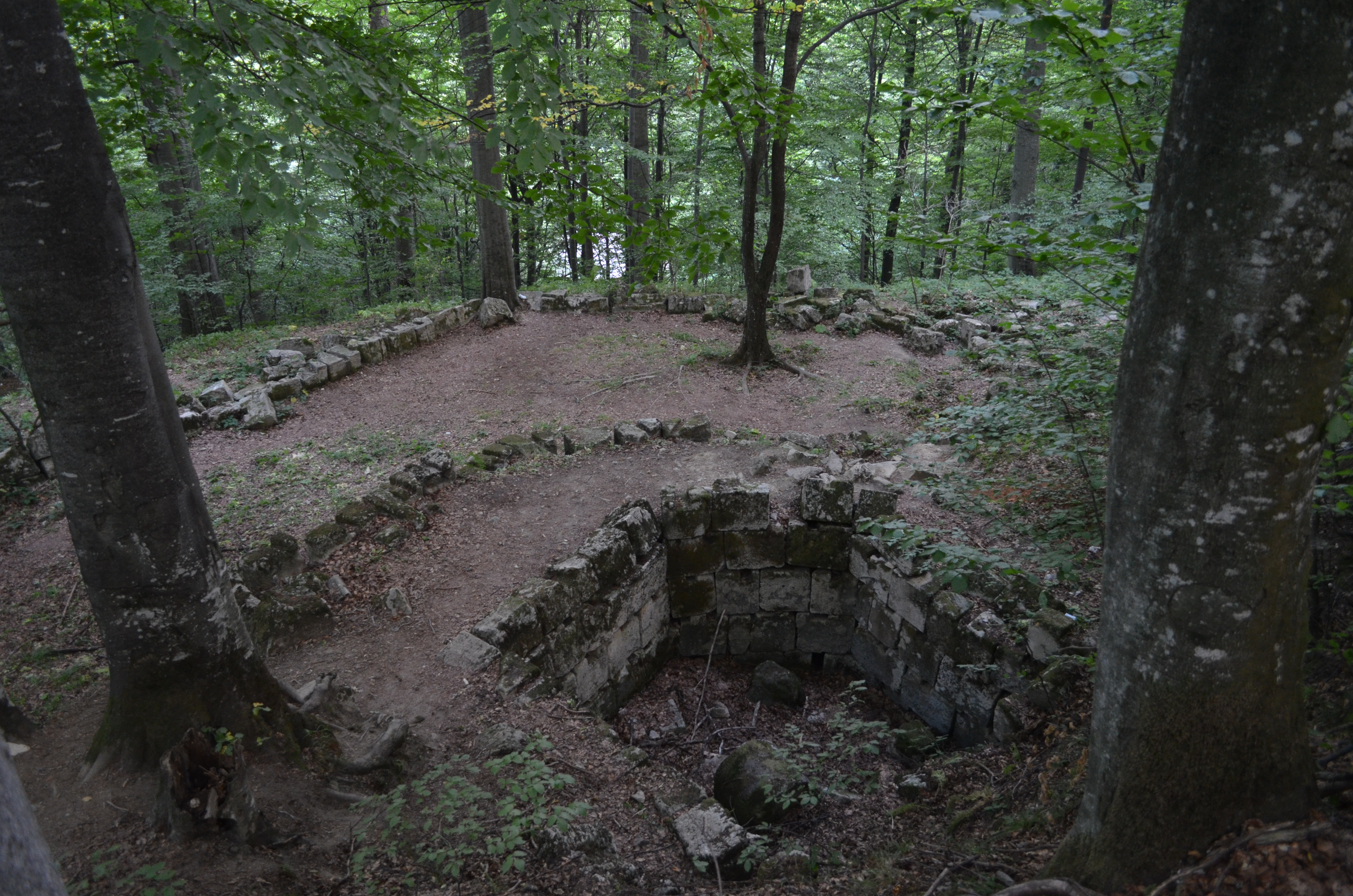
Turnul
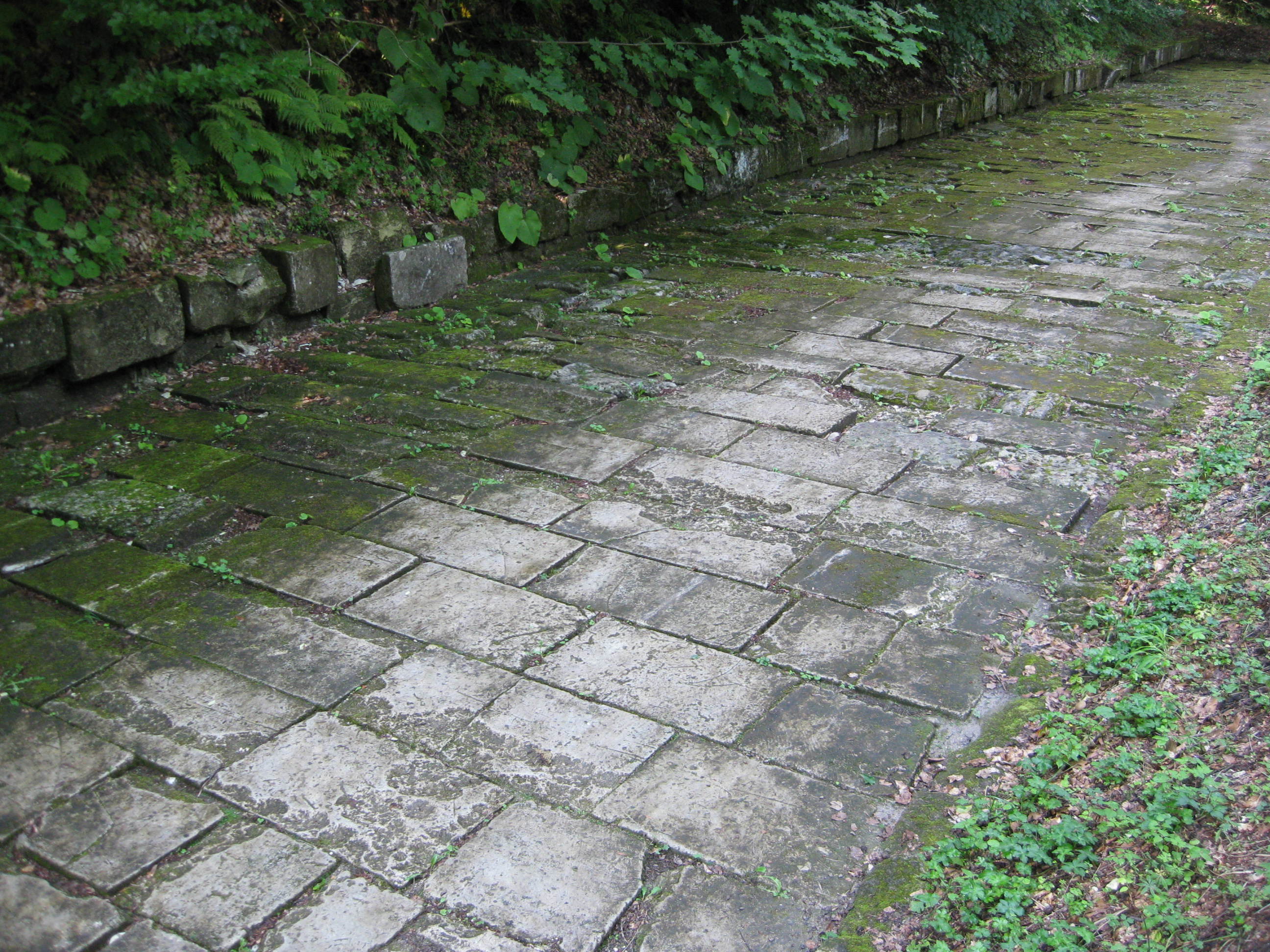
Drum dacic pavat
Panorama sanctuarelor